# Filthy Thieving Bastards
Filthy Thieving Bastards is een Amerikaanse punk/folkband afkomstig uit Oakland, Californië. De band werd opgericht in 2000 door Johnny Peebucks en Darius Koski van de punkband Swingin' Utters. Spike Slawson (van dezelfde band) kwam later ook bij Filthy Thieving Bastards spelen, samen met hun geluidstechnicus, Randy Burk. Greg Lisher (van Camper Van Beethoven) heeft meegespeeld voor de opnames van de tweede uitgave, maar verliet de band daarna al.
De eerste uitgave van de band, de ep Our Fathers Sent Us, werd uitgegeven in 2000 door het label TKO Records. Het debuutalbum A Melody of Retreads and Broken Quills werd een jaar later door BYO Records uitgegeven. Het daaropvolgende studioalbum, My Pappy Was a Pistol, werd in 2005 uitgegeven door hetzelfde label. Ook het derde studioalbum I'm a Son of a Gun uit 2007 werd uitgegeven door BYO Records.

## Discografie
- Our Fathers Sent Us (2000, ep)
- A Melody of Retreads and Broken Quills (2001)
- My Pappy Was a Pistol (2005)
- I'm a Son of a Gun (2007)